# Вја Брјанца (Комо)
Вја Брјанца је насеље у Италији у округу Комо, региону Ломбардија.
Према процени из 2011. у насељу је живело 38 становника. Насеље се налази на надморској висини од 321 м.